# Copa del Generalísimo de hockey sobre patines 1950
La Copa del Generalísimo de hockey sobre patines de 1950 fue la séptima edición de la Copa del Generalísimo de este deporte. La sede de las semifinales y la final fue Barcelona. Se disputó desde el 19 de marzo al 2 de abril de 1950 y el campeón fue el Club Patín Barcelona.  El Torneo de Consolación fue ganado por el RCD Español por primera vez. 

Participaron 6 clubs, dos de ellos se clasificaron de oficio para las semifinales, RCD Español y Girona.

## Equipos participantes
Los 6 equipos participantes fueron:
- Cataluña: RCD Español, Girona, Patín Club, Reus Deportiu, Reus Ploms y Sabadell.

## Cuartos de final
| Fecha            | Equipo 1      | Equipo 2   | Ida | Vuelta |
| ---------------- | ------------- | ---------- | --- | ------ |
| 19 y 28 de marzo | Reus Deportiu | Reus Ploms | 5-4 | 0-1    |
| 19 y 26 de marzo | Sabadell      | Patín Club | 2-2 | 3-5    |

## Semifinales
| Fecha      | Ganador        | Perdedor    | Resultado |
| ---------- | -------------- | ----------- | --------- |
| 1 de abril | Patín Club     | Girona      | 3-1       |
| 1 de abril | Reus Deportivo | RCD Español | 2-1       |

## Final
| Fecha      | Campeón    | Subcampeón    | Resultado |
| ---------- | ---------- | ------------- | --------- |
| 2 de abril | Patín Club | Reus Deportiu | 5-2       |

Campeón: PATÍN CLUB BARCELONA